# 安德烈-路易·丹容
安德烈-路易·丹容（法語：André-Louis Danjon，1890年4月6日—1967年4月21日）是一位法國天文學家。

## 生平
1890年，丹容出生於卡昂。
丹容發展出一種方法，透過三稜鏡將月球的影像分為兩個相同的並列影像，使用望遠鏡測量月球上的"地球照"。通過調整光圈減弱其中一個影像的亮度，直到太陽照著的部分與地球照著的部分有相同的表面亮度。由於光圈的調整可以量化，因此可以測量地球照的實際亮度。他記錄了從1925年至1950年使用這種方法測量的結果 (現在所知的丹容量表，0的數值相當於一個看不見的月球)。
他早年從事過大行星及其衛星、彗星等的觀測和研究，在日月食、月掩星以及恒星測光等方面，都發表過研究成果。在天文學上最顯赫的貢獻之一是設計了無人差的 (稜鏡) 等高儀，也就是眾所周知的丹容等高儀 (測量學：唐奇等高儀)，從基本上改進了天文測量的準確度。丹容於1958年在皇家天文學會的達爾文講座上提出儀器的說明和早些年的運算結果 (在RAS的1958年的每月通訊，卷118，411-431頁)。
他於1930年至1945年擔任史特拉斯堡天文台台長，從1945年至1963年擔任巴黎天文台台長， 並於1955年至1958年擔任國際天文學聯合會主席。他在1950年被授與法國天文學會的皮埃爾·讓森獎（Prix Jules Janssen），和在1958年獲得英國皇家天文學會金質獎章。
丹容於1967年逝世巴黎。